# Kleine Seespinne
Die Kleine Seespinne (Maja crispata, Syn.: Maja verrucosa Milne Edwards, 1834) ist eine Art aus der Gattung Maja innerhalb der Familie der Krabben (Majidae).

## Beschreibung
Maja crispata ist eine mittelgroße Krabbenart, der Carapax adulter Tiere erreicht eine Länge von 60 bis 70 mm. Der deutlich birnenförmige Carapax ist viel länger als breit, rundlicher bei größeren Exemplaren. Die dorsale Fläche ist leicht nach außen gewölbt. Mit Ausnahme eines schwach- oder unbewehrten, fensterartigen Flecken auf jeder Seite der Magenregion ist die Oberseite mit Granulen und kurzen Stacheln besetzt. Der vor der Augenhöhlen liegende Stachel ist scharf, fast gerade oder leicht aufwärts gebogen. Hinter der Augenhöhlen befindet sich der größte Stachel. Am seitlichen Rand des Carapax sitzen  drei kräftige Stacheln und einige kleine, scharfe Granulen und kurze Stacheln. Am hinteren Rand befinden sich zwei deutliche und zwischen ihnen ein kleiner Stachel.
Die kleine Seespinne ist rötlich bis braun-gelblich. Die Kiemen der Seespinne befinden sich in der Kiemenhöhle unter dem ersten Beinpaar, geschützt und versteckt vom Carapax. Zur Fortbewegung benutzt sie alle zehn Schreitbeine und bewegt sich meistens seitwärts. Das Geschlecht ist mithilfe des Pleons identifizierbar. Das Pleon ist der auf den Bauch geklappte Hinterteil der Krabbe, der bei Weibchen so breit wie der Körper ist und bei Männchen lediglich wie ein dünner Streifen aussieht.

## Verbreitung
Maja crispata kommt von Portugal bis Mauretanien und im Mittelmeer in Tiefen bis maximal 120 m vor.